# كازو وادا
كازو وادا (باليابانية: 和田一夫؛ بالكانا: わだ かずお) هو شخصية أعمال ياباني، ولد في 2 مارس 1929 في أوداوارا في اليابان، وتوفي في 19 أغسطس 2019 في إزونوكني في اليابان.